# Убей меня нежно
«Убей меня нежно» (англ. Killing Me Softly) — американский эротический триллер китайского режиссёра Чэнь Кайгэ. Единственный англоязычный фильм режиссёра, вышедший в 2002 году и снятый по одноимённому роману 1999 года английской писательницы Никки Френч, с Хизер Грэм и Джозефом Файнсом в главных ролях.

## Сюжет
Красавица Элис живёт со своим приятелем Джейком в лондонской квартире, занимает высокую должность, проводит вечера с друзьями, и в общем, живёт обычной спокойной, размеренной жизнью.
Внезапная случайная встреча с известным альпинистом Адамом на пешеходном перекрёстке врывается в сознание Элис и заставляет поддаться настоящей и безумной страсти, отметающей на своём пути все разумные принципы и поступки. Так её ещё никто не любил, и девушка бросается, как в омут с головой, в объятия импульсивного незнакомца. И вот уже Элис живёт новой жизнью, с новым любящим её человеком и с новым отношением к себе и к жизни. И лишь после свадьбы она осознаёт, что мало что знает о супруге.
Пытаясь больше узнать об Адаме, Элис пытается заглянуть в его прежнюю жизнь, когда её в ней ещё не было. Изучая обычное на первый взгляд увлечение мужа альпинизмом, она сталкивается с тайнами, которые он так усиленно охраняет от чужих глаз. Кроме того, девушки из прошлого Адама, анонимные письма с угрожающим подтекстом, таинственная запертая кладовая, и безумная, пугающая страсть мужа говорят о том, что Адам на самом деле — хладнокровный убийца-маньяк.

## В ролях
| Актёр           | Роль   |
| --------------- | ------ |
| Хизер Грэм      | Элис   |
| Джозеф Файнс    | Адам   |
| Наташа Макэлхон | Дебора |
| Ульрих Томсен   | Клаус  |
| Джейсон Хьюз    | Джейк  |

## Восприятие
Фильм получил крайне негативные отзывы. На сайте Rotten Tomatoes его рейтинг составил 0 %. Проект получился убыточным. Наибольшее количество зрителей посмотрело фильм в Италии — более 405 тысяч человек.